# 查尔斯·麦克莱恩·安德鲁斯
查尔斯·麦克莱恩·安德鲁斯（1863年2月22日—1943年9月9日）是一位美国历史学家，专攻美国殖民时期的历史，主要作品有获得1935年普利策历史奖的《美国历史的殖民时期》（The Colonial Period of American History ）等。